# Zurg
Zurg, o Kufra és una llengua amaziga extingida. Era parlada a la vila de Kufra al sud-oest de Líbia.